# Спіркін Осередок
Спіркін осередок (каз.:…., рос. Спиркин Осерёдок) — острів у Каспійському морі, входить до складу Атирауської області Казахстану. Острів розташовано на схід від гирла Волги. Він відокремлений від казахського узбережжя на 700 м. Довжина острова 5,2 км, максимальна ширина — 3,9 км.

## Інтернет-ресурси
- Caspian Sea Biodiversity Project